# Tanja Regmann
Tanja Barbara Regmann (* um 1974) ist eine deutsche Tier- und Naturschützerin. Sie ist Mitbegründerin des Vereins Project Blue Sea.

## Werdegang
Tanja Regmann ist Sozialpädagogin (B.A.) und leitet in Raesfeld das Erler Jugendhaus. Seit den 1990er Jahren ist sie ehrenamtlich im Tierschutz aktiv. Anfangs half sie im Tierheim mit. Ihr Bruder Sascha Regmann hatte 1998 die Idee, sich für den Schutz der Meere einzusetzen. Nach der Havarie der Pallas vor der schleswig-holsteinischen Nordseeküste, bei der mehrere Tonnen Schweröl ins Meer liefen, waren sie als freiwillige Helfer vor Ort, um vom Öl verklebte Vögel einzufangen und den Strand zu reinigen. Im Jahr darauf folgte ein Einsatz in der Bretagne bei der vom gesunkenen Öltanker Erika verursachten Ölpest.
Anfangs arbeiteten beide mit einer großen amerikanischen Organisation zusammen, im Jahr 2000 gründeten die Geschwister einen eigenen Verein Project Blue Sea e. V. 2004 war Tanja Regmann Mitbegründerin und Namensgeberin des Bündnisses „PRO Bird“ (Protection and Rehabilitation of Oiled Birds), eines Zusammenschlusses mehrerer Umwelt- und Tierschutzvereine. In Ermangelung schlüssiger Notfallkonzepte auf Seiten der Bundesländer, wie mit verölten Tieren in einem komplexen Schadensfall umgegangen wird, wurden gemeinsam mit einem Expertenteam Handlungsrichtlinien für die Rehabilitation verölter Wildtiere entwickelt. Dieses Fachwissen gibt sie auf Workshops und Konferenzen weiter. 
Weitere Einsätze und/oder Betreuung der Mitarbeiter vor Ort hatte sie: 
- 1998 Föhr & Amrum / Deutschland / Frachter Pallas strandet im Wattenmeer
- 1999/2000 Bretagne & Vendée / Frankreich / Tanker Erika sinkt im Atlantik
- 1999 Istanbul / Türkei / Tanker Wolgoneft 248 zerbricht im Marmarameer
- 2000 Athen / Griechenland / Frachter Eurobulker X bricht auseinander
- 2001 Falster & Mon / Dänemark / Tanker Baltic Carrier havariert
- 2001 Westküste / Deutschland / Schwerölverschmutzung in der Nordsee
- 2002 Galicien / Spanien / Tanker Prestige zerbricht im Atlantik
- 2003 Ostende / Belgien / Autotransporter Tricolor havariert im Ärmelkanal
- 2004 St-Peter-Ording / Deutschland / Schwerölverschmutzung in der Nordsee
- 2006 Düsseldorf / Deutschland / Illegale Einleitung von Rapsöl
- 2006 Fredrikstad / Norwegen / Loch in Pipeline im Fluss Glomma
- 2006 Tallinn / Estland / Illegale Schweröleinleitung in die Ostsee
- 2007 Bergen / Norwegen / Frachter Server bricht auseinander
- 2007 Norddeich / Deutschland / Frachter Duncan Island verliert Schweröl
- 2008 Föhr / Deutschland / Schwerölverschmutzung in der Nordsee
- 2009 Langesund / Norwegen / Frachter Full City im Skagerrak havariert
- 2010 Köln / Deutschland / Illegal entsorgtes Pflanzenfett im Rhein
- 2011 Ytre-Hvaler-Nationalpark / Norwegen / Frachter Godafoss havariert
- seit 2006 Betreuung permanent verschmutzter Ölvögel aus Binnengewässern

## Ehrungen
Für ihren Einsatz wurde sie 2007 von der Zeitschrift Bild der Frau mit der Goldenen Bild der Frau ausgezeichnet. 2011 erhielt sie anlässlich des Tags des Ehrenamtes das Verdienstkreuz am Bande der Bundesrepublik Deutschland.